# Poggio-di-Nazza
Poggio-di-Nazza är en kommun i departementet Haute-Corse på ön Korsika i Frankrike. Kommunen ligger i kantonen Ghisoni som tillhör arrondissementet Corte. År 2022 hade Poggio-di-Nazza 186 invånare.

## Befolkningsutveckling
Antalet invånare i kommunen Poggio-di-Nazza
Referens:INSEE